# Crooked River, Labrador
Crooked River är ett vattendrag i Kanada.   Det ligger i provinsen Newfoundland och Labrador, i den östra delen av landet, 1 400 km nordost om huvudstaden Ottawa.
I omgivningarna runt Crooked River växer i huvudsak barrskog. Trakten runt Crooked River är nära nog obefolkad, med mindre än två invånare per kvadratkilometer.